# Portulacàcies
Les portulacàcies (Portulacaceae) formen una família de plantes amb flors que comprenia una vintena de gèneres amb mig miler d'espècies, des de plantes herbàcies a arbusts. De distribució cosmopolita, amb la més alta diversitat al sud de l'Àfrica, Austràlia i l'Amèrica del Sud. Algunes espècies arriben a la zona subàrtica. La família era morfològicament similar a les cariofilàcies  i se'n distingeix pel calze, que en les portulacàcies només té dos sèpals.
Després de la publicació dels treballs genètics i moleculars del sistema APG III (2009), alguns tàxons anteriorment llistats dins d'aquesta família van ser trets de les portulacàcies, com ara Montia fontana (una espècie present als Països Catalans que avui en dia es situa dins de la família de les montiàcies).
Així, segons NCBI, actualment és una família monotípica que només conté un gènere (amb més de 150 espècies) ; decisió confirmada a l'actual versió APG IV:
- Portulaca L.

A aquest gènere pertany l'única espècie d'aquesta família dels Països Catalans: la verdolaga que és una mala herba dels camps i que també es pot fer servir com a verdura.